# Dicelosternus corallinus
Dicelosternus corallinus là một loài bọ cánh cứng trong họ Cerambycidae.